# Tiszanowo
Tiszanowo (bułg. Тишаново) – wieś w Bułgarii, w obwodzie Kiustendił, w gminie Newestino. Według danych szacunkowych Ujednoliconego Systemu Ewidencji Ludności oraz Usług Administracyjnych dla Ludności, 15 czerwca 2020 roku miejscowość liczyła 46 mieszkańców.